# Пайк-Крік (Делавер)
Пайк-Крік (англ. Pike Creek) — переписна місцевість (CDP) в окрузі Нью-Касл штату Делавер США. Населення — 7898 осіб (2010).

## Географія
Пайк-Крік розташований за координатами 39°44′55″ пн. ш. 75°41′43″ зх. д. / 39.74861° пн. ш. 75.69528° зх. д. (39.748501, -75.695350).  За даними Бюро перепису населення США в 2010 році переписна місцевість мала площу 7,15 км², уся площа — суходіл.

## Демографія
Згідно з переписом 2010 року, у переписній місцевості мешкало 7898 осіб у 3152 домогосподарствах у складі 2191 родини. Густота населення становила 1105 осіб/км².  Було 3221 помешкання (450/км²).
Расовий склад населення:
| - 83,6 % — білих - 10,6 % — азіатів - 3,7 % — чорних або афроамериканців - 0,2 % — корінних американців - 0,5 % — осіб інших рас |

До двох чи більше рас належало 1,5 %. Частка іспаномовних становила 2,8 % від усіх жителів.
За віковим діапазоном населення розподілялося таким чином: 21,4 % — особи молодші 18 років, 66,2 % — особи у віці 18—64 років, 12,4 % — особи у віці 65 років та старші. Медіана віку мешканця становила 43,5 року. На 100 осіб жіночої статі у переписній місцевості припадало 87,8 чоловіків;  на 100 жінок у віці від 18 років та старших — 83,7 чоловіків також старших 18 років.
Середній дохід на одне домашнє господарство  становив 126 279 доларів США (медіана — 110 114), а середній дохід на одну сім'ю — 142 634 долари (медіана — 119 907). За межею бідності перебувало 1,6 % осіб, у тому числі 0,7 % дітей у віці до 18 років та 1,4 % осіб у віці 65 років та старших.
Цивільне працевлаштоване населення становило 4539 осіб. Основні галузі зайнятості: освіта, охорона здоров'я та соціальна допомога — 32,5 %, фінанси, страхування та нерухомість — 15,2 %, виробництво — 13,5 %.